# Ионофон
Ионофон (англ. Ionophone) или, в некоторых источниках, поющая дуга — плазменный громкоговоритель.
Ещё в конце XIX века Вильям Дуддел заметил, что тембр звука «шипящей» электродуги изменяется в зависимости от частоты настройки LC-контура. Он же сделал в 1899 году первый в мире клавишный электронный музыкальный инструмент «Поющая дуга» (англ. Singing Arc).
Практическое применение «дуге» нашлось в 1950-е годы, когда советские радиолюбители продемонстрировали «Звуковоспроизводящий агрегат с ионофоном».
Существует два основных типа таких громкоговорителей — на основе коронного разряда (разряд возникает около одного электрода) и электродуговые (разряд возникает между двумя электродами).
Принцип излучения звука у обоих типов громкоговорителей одинаков — создаётся высокочастотный разряд, ток разряда модулируется звуковым сигналом, это вызывает объёмные пульсации в теле разряда, которые, в свою очередь, вызывают колебания окружающего разряд воздуха.
Главной особенностью является то, что плазменные громкоговорители не вносят в звук механических искажений, не подвержены различным акустическим резонансам и, поэтому, обладают недостижимым для других типов громкоговорителей качеством воспроизведения среднечастотного и высокочастотного диапазонов. Это обусловлено тем, что у ионофонов, по сути, нет диффузора, а масса подвижной системы исчезающее мала, так как она определяется массой воздуха занимаемого разрядом (плазмой). Поэтому главным их достоинством является качество звучания, получаемое амплитудной модуляцией, а их основными недостатками являются высокий уровень излучаемой мощности радиочастотных помех на частотах в десятки мегагерц и ионизация окружающего воздуха, также существенным недостатком является небольшой срок службы электрода (редко превышает несколько тысяч часов).
Ионофоны на основе коронного разряда выпускаются промышленно несколькими компаниями. При этом они получили наибольшее распространение в качестве радиолюбительских конструкций, в которых, как правило, используется широтно-импульсная модуляция (ШИМ), а высокое напряжение на электродах получают с помощью повышающих высоковольтных трансформаторов. Эти устройства создают существенно меньше радиоэлектронных помех, так как разряд в них возникает между двумя электродами в отличие от устройств на основе коронного разряда, а при правильно подобранных режимах работы электроды могут работать очень длительное время, но добиться качественного звучания нельзя, в силу невозможности передачи высоковольтным повышающим трансформатором широкополосного ШИМ-сигнала.
Реальной действующей альтернативой является устройство использующее амплитудно-импульсный принцип, совмещающий в себе качество первых и достоинства вторых, данный принцип запатентован.
Распространённым заблуждением о ионофонах является то, что их КПД низок. Отчасти это так, но применение современной элементной базы позволяет существенно улучшить КПД и снизить потребление электроэнергии до нескольких десятков ватт.
В экспериментах с ионофоном следует иметь в виду, что во всех известных формах электрического разряда в среде, содержащей кислород, возможно образование озона, который относится к группе ядовитых газов. А поскольку в воздухе содержится ещё и азот, то возможен синтез и токсичных оксидов азота.